# 大山町立中山中学校
大山町立中山中学校（だいせんちょうりつ なかやまちゅうがっこう）は、鳥取県西伯郡大山町下甲にある公立中学校。

## 沿革
- 1947年（昭和22年）4月1日 - 上中山・下中山・逢坂村三村組合立下市中学校を設立[2]。
- 1948年（昭和23年） - 新校舎を逢坂村に建設し移転。
- 1955年（昭和30年） - 上中山村と下中山村が合併し東伯郡中山村が発足に伴い中山・逢坂村組合立下市中学校と改称。
- 1957年（昭和32年） - 東伯郡中山村と西伯郡逢坂村が合併し町制施行し西伯郡中山町発足に伴い、中山町立下市中学校と改称。
- 1962年（昭和37年） - 中山町立中山中学校と改称。
- 1993年（平成5年）3月20日 - 現在地に全面移転。
- 2005年（平成17年）3月28日 - 西伯郡大山町・名和町・中山町が合併し（新）大山町発足に伴い大山町立中山中学校と改称。

## 部活動

### 運動部
- 野球部
- 卓球部
- 陸上部
- 剣道部
- 女子バレーボール部

### 文化部
- 吹奏楽部
- 科学部
- 茶華道部

## 校区
- 校区は、中山小学校の通学区域となっている。

## アクセス
- JR山陰本線下市駅から徒歩800m。